# Geonoma pauciflora
Geonoma pauciflora är en enhjärtbladig växtart som beskrevs av Carl Friedrich Philipp von Martius. Geonoma pauciflora ingår i släktet Geonoma och familjen Arecaceae. Inga underarter finns listade i Catalogue of Life.

## Bildgalleri

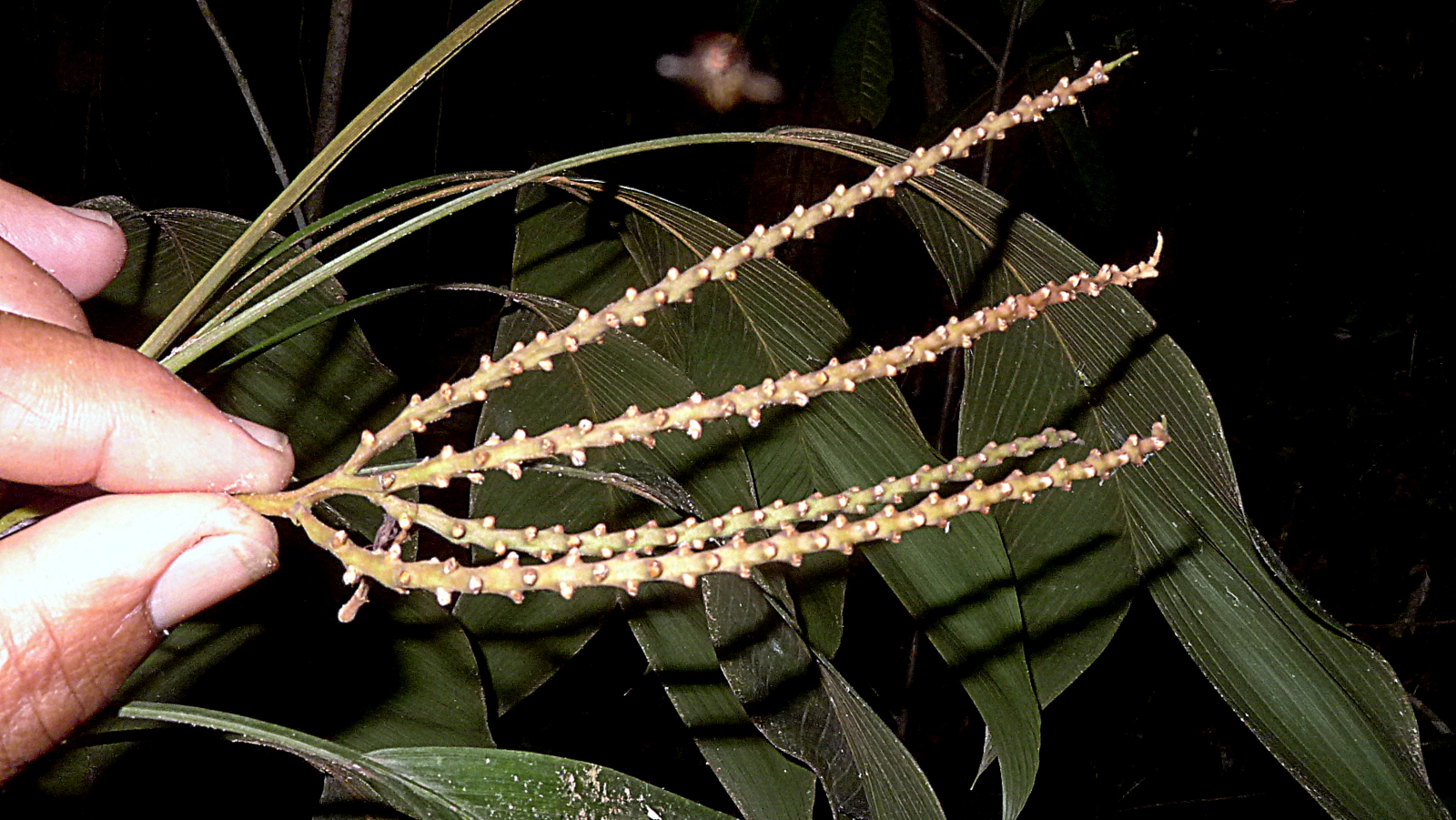
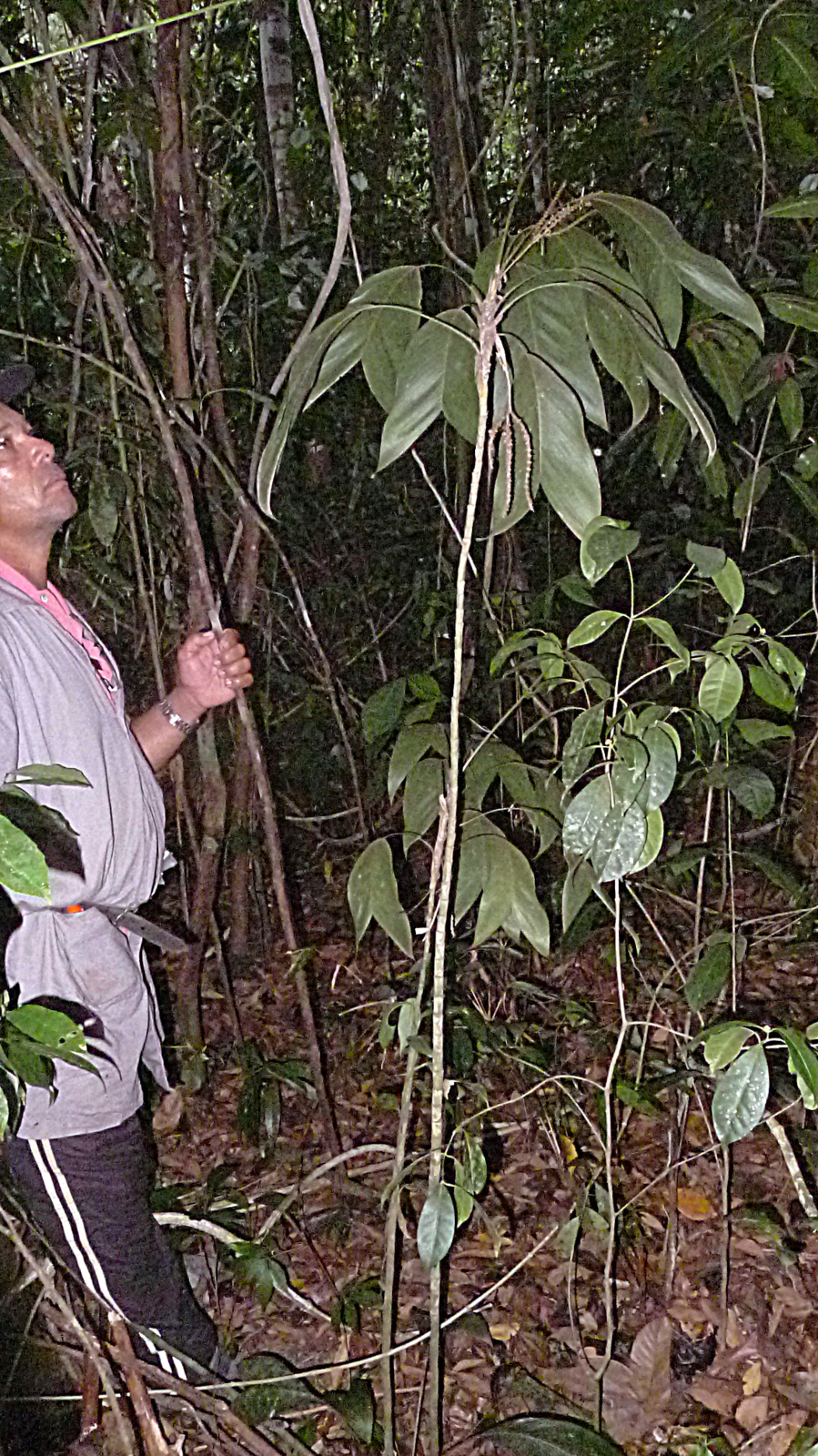
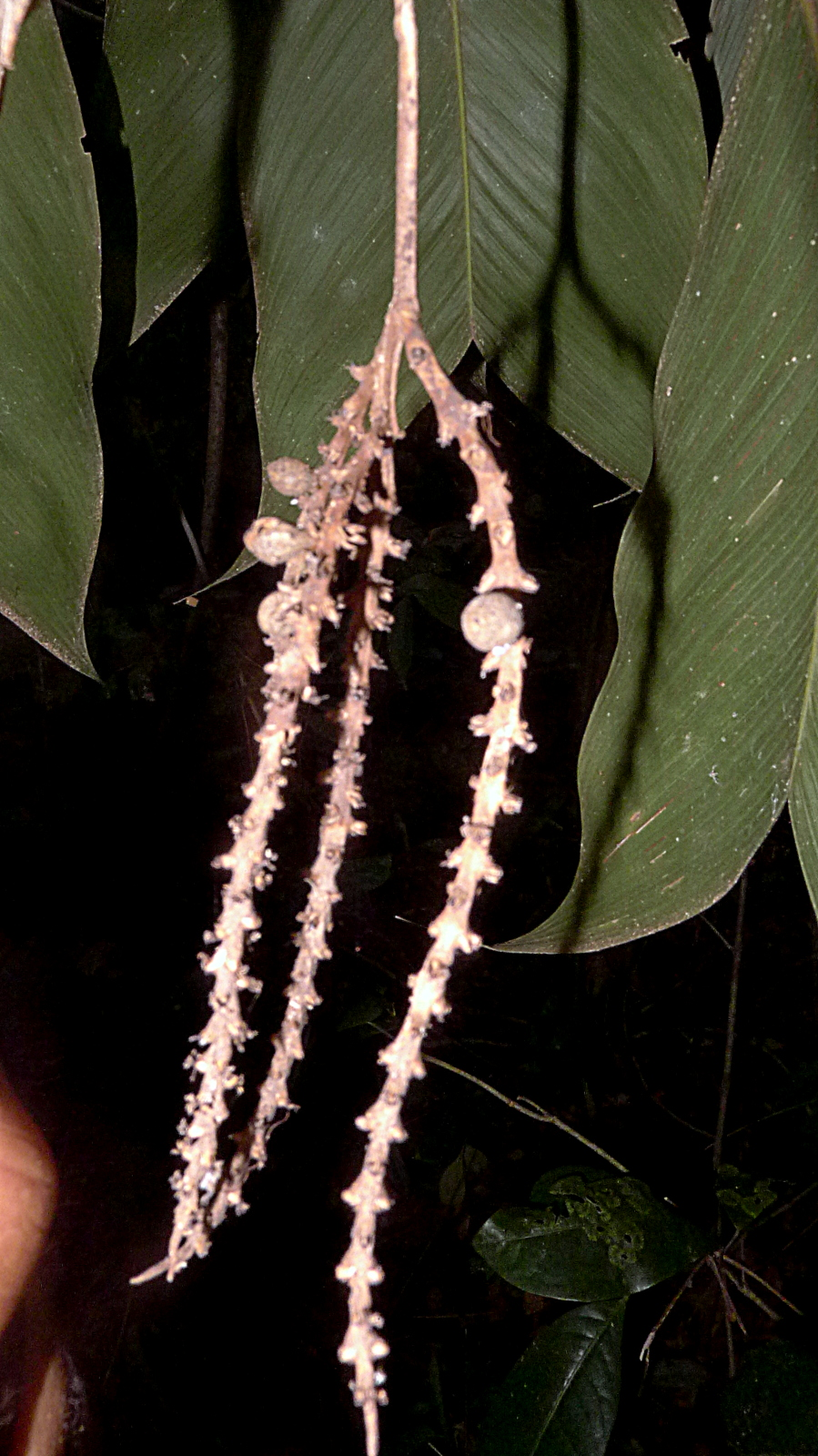
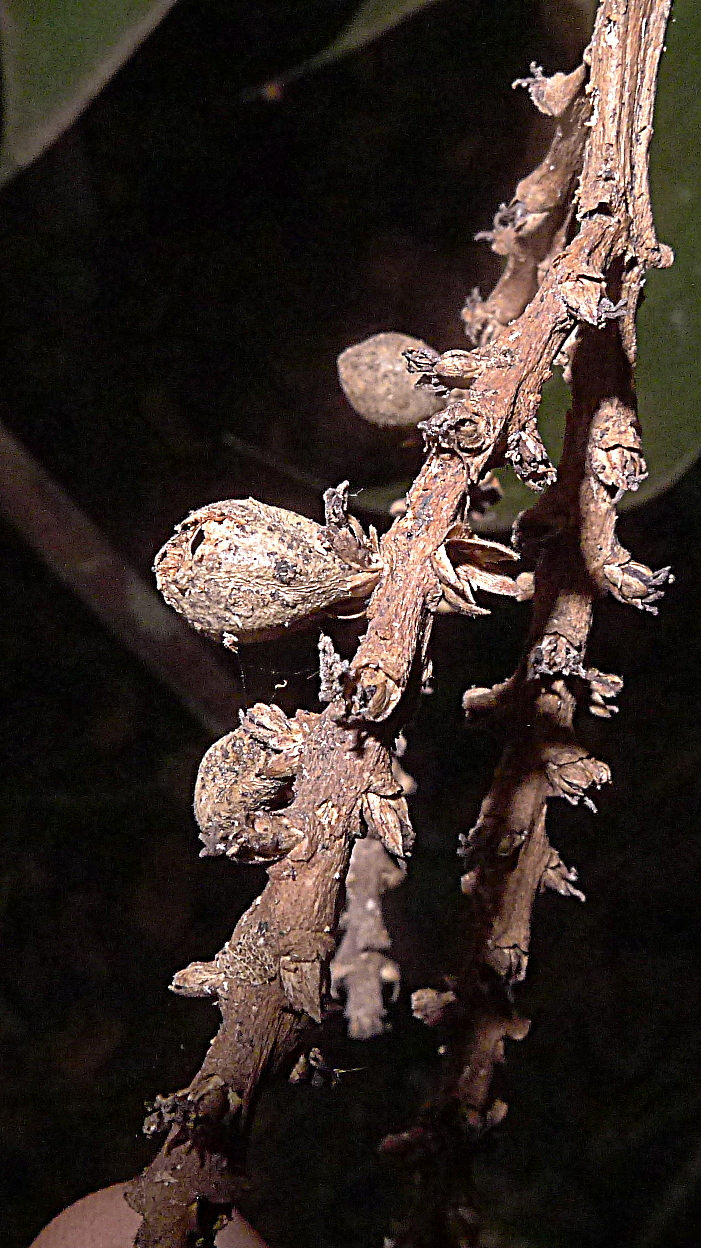